# ビター・ハーベスト (2017年の映画)
『ビター・ハーベスト』（原題：英語: Bitter Harvest）は、2017年公開のカナダの歴史ドラマ映画。1932-1933年のウクライナ大飢饉（ホロドモール）を背景に、若者の愛と抵抗を描く。監督はジョージ・メンデルク、脚本はリチャード・バチンスキー＝フーヴァーで、主演はマックス・アイアンズとサマンサ・バークス。ホロドモールをテーマにした初の英語圏の長編劇映画であり、ウクライナの歴史的アイデンティティを探求するシリーズの第一弾と位置付けられた。別題として『Devil’s Harvest（悪魔の収穫）』とも呼ばれる。
映画は2015年11月のアメリカン・フィルム・マーケット、2016年のベルリナーレ欧州フィルムマーケット、カンヌ映画マーケットで上映され、2017年2月23日にウクライナで、翌24日にアメリカ合衆国で劇場公開された。批評は賛否両論で、歴史的意義は評価されたが、ストーリーや演出には批判が集まった。

## あらすじ
1930年代のソビエト連邦ウクライナSSR。コサックの子孫で画家のユーリー（マックス・アイアンズ）は、恋人ナタルカ（サマンサ・バークス）と平穏な生活を夢見る。しかし、ヨシフ・スターリン政権下の集団化政策と強制的な食糧徴発により、ホロドモールが引き起こされる。家族や村人たちが飢餓と弾圧に苦しむ中、ユーリーは愛する者を守り、ソビエトの圧政に立ち向かう。彼は復讐を誓い、ホロドモールの真実を世界に伝えるため、ウクライナを脱出する。

## キャスト
- ユーリー：マックス・アイアンズ - コサックの血を引く若き画家。
- ナタルカ：サマンサ・バークス - ユーリーの恋人。
- ヤロスラウ：バリー・ペッパー - ユーリーの父。
- イワン：テレンス・スタンプ - ユーリーの祖父。
- セルゲイ：タメル・ハッサン - ソビエトの軍人。
- ミコラ：アヌリン・バーナード - ユーリーの友人。
- タラス：トム・オーステン（英語版） - 村人。
- メドヴェド：リチャード・ブレイク - ソビエトの役人。
- ヨシフ・スターリン：ゲイリー・オリヴァー（英語版）。
- ボイコ：オスタプ・ストゥプカ（ウクライナ語版） - ウクライナ人村人[7]。
- ヴォロディオ：オレクサンドル・ペチェリツャ（ウクライナ語版） - 村人[1]。

## 製作

### 予算
予算2,000万ドルは全額、製作総指揮者のイアン・イグナトウィッチが提供した。

### 撮影
撮影は2013年、ヴィクトル・ヤヌコーヴィチ政権下のウクライナで行われた。ホロドモールのセンシティブなテーマのため、製作陣は内容を公表せず、ヤヌコーヴィチ大統領の国外逃亡直後の2014年2月に撮影を終了。主要シーンはキーウ近郊のピロヒウ野外博物館で撮影され、チェルカースィ州の村を再現。モスクワ・クレムリンのシーンはロンドンで撮影された。
監督のメンデルクとイグナトウィッチは、歴史家オレスト・スブテルニーとリュドミラ・グリネヴィッチの助言を受け、ロバート・コンクエストの『悲しみの収穫』やティモシー・スナイダーの『ブラッドランド』を参考にした。キャストはユーロマイダンの抗議活動に共感したが、プロデューサーの指示で参加は控えた。

### 音楽
ベンジャミン・ウォルフィッシュが主題曲を担当。ウクライナのフォークバンドダハブラハと「ロジャニツァ」の楽曲も使用された。

## 公開

### 劇場公開
ウクライナでは2017年2月23日に190スクリーンで公開され、初週末に370万フリヴニャ（約14万ドル）を記録、5週間で13.1万人の観客を動員し870万フリヴニャ（約32万ドル）を稼いだ。アメリカ合衆国では同年2月24日に127スクリーンで限定公開され、初週末に21.9万ドル、6週間で55.7万ドルを記録。全世界興行収入は91.3万ドル。
その他の公開：
- オーストラリア：2017年2月23日（限定公開）
- カナダ：2017年3月3日（限定公開、カナダ・ウクライナ学生連盟主催のプレミア上映は3月1日）[12]
- イギリス、台湾、シンガポール、タイ、チェコ、スペイン、ギリシャ、ブラジル：2017年4月～2018年5月（限定公開またはダイレクト・トゥ・ビデオ）[13]。
- ロシアでは配給会社が関心を示さず、劇場公開されなかった[14]。

ウクライナ向けにはウクライナ語とロシア語の吹き替え（Le Doyen制作）、スペイン向けにはスペイン語吹き替え、ドイツ向けにはドイツ語吹き替えが用意された。その他の国では英語音声に字幕が付いた。

### ホームメディア
- ドイツ：2017年3月31日（Blu-ray、DVD、デジタルHD、タイトル：*Holodomor – Bittere Ernte*、英語およびドイツ語音声、配給：Pandastorm Pictures）[15]。
- アメリカ合衆国・カナダ：2017年6月13日（DVD、デジタルHD、英語およびウクライナ語-ロシア語吹き替え、英語・スペイン語字幕、配給：ライオンズゲート）[16]。
- オーストラリア：2017年7月12日（DVD、デジタルHD、英語音声、配給：Becker Film Group）[17]。
- イギリス：2017年7月24日（DVD、デジタルHD、英語音声、配給：Arrow Films）[18]。

### ビデオ・オン・デマンド
2018年、ウクライナの1+1メディアのVODプラットフォーム「1+1ビデオ」で配信開始。

## 評価
映画はウクライナと海外で賛否両論を受けた。歴史的意義や俳優の演技、映像美は評価されたが、ストーリーの単純化、ロマンスの優先、歴史的描写の浅さに対する批判が目立った。

### ウクライナ
ウクライナの批評家は概ね否定的で、心理的深みや歴史的正確さの欠如を指摘。『オボズレヴァーテリ』のミコラ・レジニョフは、極端な二元論と文化的ステレオタイプ、論理的矛盾を批判し、物語が神話化されていると述べた。『テレクリティカ』のオレクシイ・ロソヴェツキーは、映画がメロドラマとウェスタンの混在であり、反ユダヤ的で移民を理想化していると批判。『アポストロフ』のオレナ・パンチェンコは、映画がウクライナ人ではなく西方の観客向けに作られたと指摘。
ウクライナ国立記憶研究所所長のヴォロディミル・ヴャトロヴィッチは、歴史的詳細の不足を認めつつ、映画を聖書のコミックに例え、ホロドモールの認知向上に役立つと評価。

### 海外
海外の批評も賛否両論。The Hollywood Reporterは「誤った野心の結果」と酷評し、アイリッシュ・タイムズは「壮大な失敗作」と評した。サンフランシスコ・クロニクルは素人臭さを、シアトル・タイムズはテレビ映画のような質感とロマンス偏重を批判。The Times of Northwest Indianaも歴史的テーマの表層性を指摘。
一方、Aleteiaのジョン・バーガーやナショナル・レビューのジョージ・ウェイゲルは、ホロドモールの認知向上に貢献し、ホロコーストやルワンダ虐殺と同等の知名度をもたらす可能性を評価。グローブ・アンド・メールのリュボミール・ルツィウクは、ロシアのホロドモール否定に対抗する情報兵器と称賛。ハフポスト、The Ukrainian Weekly、Rewrite This Storyは俳優の演技と映像美を高く評価。

### 論争
2017年2月、ワシントン・ポストのマイケル・オサリヴァンのレビューが物議を醸した。初稿でホロドモールの死者数を「とされている（*are said to have died*）」と表現し、事実を疑問視するような記述がアメリカのウクライナ人コミュニティの反発を招いた。ウクライナ系アメリカ人調整評議会が抗議声明を発表。編集部は問題の表現を削除し、ホロドモールで350万～1,000万人が死亡し、10カ国以上がジェノサイドと認定、2016年にホワイトハウスが「現代史の最悪の人災」と呼んだ事実を追記した。